# Labarthe (Tarn-et-Garonne)
Labarthe é uma comuna francesa na região administrativa de Occitânia, no departamento de Tarn-et-Garonne. Estende-se por uma área de 23,24 km². Em 2010 a comuna tinha 404 habitantes (densidade: 17,4 hab./km²).